# Campeonato Mundial de Curling Masculino de 2009
El XLI Campeonato Mundial de Curling Masculino se celebró en Moncton (Canadá) entre el 4 y el 12 de abril de 2009 bajo la organización de la Federación Mundial de Curling (WCF) y la Federación Canadiense de Curling.
Las competiciones se realizaron en el Coliseo de Moncton.

## Tabla de posiciones
| Pos | Equipo          | G  | P  | G–P |
| --- | --------------- | -- | -- | --- |
| 1   | Canadá          | 10 | 1  | –   |
| 2   | Escocia         | 8  | 3  | –   |
| 3   | Suiza           | 7  | 4  | –   |
| 4   | Noruega         | 7  | 4  | –   |
| 5   | Estados Unidos  | 7  | 4  | –   |
| 6   | Alemania        | 7  | 4  | –   |
| 7   | Dinamarca       | 5  | 6  | –   |
| 8   | Francia         | 4  | 7  | 1–0 |
| 9   | China           | 4  | 7  | 0–1 |
| 10  | Japón           | 3  | 8  | 1–0 |
| 11  | República Checa | 3  | 8  | 0–1 |
| 12  | Finlandia       | 1  | 10 | –   |

## Cuadro final
|  | Clasif. a semifinal | Clasif. a semifinal | Clasif. a semifinal |  |  | Semifinal | Semifinal |  |              | Final        | Final |
|  |                     |                     |                     |  |  |           |           |  |              |              |       |
|  | 1                   | Canadá              | 5                   |  |  |           |           |  |              |              |       |
|  | 2                   | Escocia             | 7                   |  |  |           |           |  |              | Escocia      | 7     |
|  |                     |                     |                     |  |  | Canadá    | 6         |  | Canadá       | 6            |       |
|  |                     | Suiza               | 5                   |  |  |           |           |  |              |              |       |
|  | 3                   | Suiza               | 5                   |  |  |           |           |  | Tercer lugar | Tercer lugar |       |
|  | 4                   | Noruega             | 4                   |  |  |           |           |  |              |              |       |
|  |                     |                     |                     |  |  |           |           |  |              | Suiza        | 4     |
|  |                     |                     |                     |  |  |           |           |  |              | Noruega      | 6     |

## Medallistas
| Evento    | Oro                                                                       | Plata                                                                             | Bronce                                                                                             |
| --------- | ------------------------------------------------------------------------- | --------------------------------------------------------------------------------- | -------------------------------------------------------------------------------------------------- |
| Masculino | Escocia David Murdoch Ewan MacDonald Peter Smith Euan Byers Graeme Connal | Canadá · Kevin Martin · John Morris · Marc Kennedy · Benjamin Hebert · Terry Meek | Noruega · Thomas Ulsrud · Torger Nergård · Christoffer Svae · Håvard Vad Petersson · Thomas Løvold |